# 8-ма армія (Велика Британія)
8-ма а́рмія Великої Британії (англ. Eighth Army (United Kingdom) — військове об'єднання британської армії за часів Другої світової війни, що діяла на Середземноморському театрі війни. Була заснована у вересні 1941 року на території Північної Африки для протистояння німецько-італійському наступу на Єгипет. Брала участь у найважливіших битвах та боях на театрі війни, за Тобрук, під Ель-Аламейном, у Туніській кампанії. Після розгрому групи армій «Африка» формування армії висадилися на півдні Італії та брали участь у кампанії на Апеннінському півострові до повного розгрому німецько-італійських військ. Мала у своєму складі певну кількість британських, канадських, австралійських, новозеландських, індійських, французьких, польських та інших союзних армій військ.

## Історія служби

### Північно-Африканська кампанія
8-ма британська армія була сформована у вересні 1941 року під командуванням лейтенант-генерала сера Алана Каннінгема. 17 листопада 1941 року війська об'єднання вперше почали діяти як армія, коли перетнули кордон з Киренаїкою, вирушаючи назустріч німецькому «Африканському корпусу» генерала Роммеля. У результаті цього зіткнення ключовою стала битва при Сіді Резег, де британська 7-ма бронетанкова дивізія зазнала нищівної поразки від Африканського корпусу Роммеля. Британські танки в цей час значно поступалися німецьким танкам, і хоча втрати британських військ були надзвичайно великими, німецькі бронетанкові сили були майже повністю знищені.
Втім, незважаючи на досягнення ряду тактичних успіхів, Роммель був змушений відступити від Тобруку і до кінця 1941 року був відтиснений назад до Ель-Агейла. До лютого 1942 року Роммель перегрупував свої сили і почав концентрований наступ проти британської 8-ї армії, примусивши її відступати аж до лінії Газала, на захід від Тобрука. Обидві сторони розпочали період нарощування сил для початку нових наступальних операцій, але Роммель першим взяв на себе ініціативу, і під ударами німецько-італійської армії 8-ма армія відступила з позиції поблизу Газали.
Генерал Ніл Річі виявився нездатним зупинити Роммеля і його замінили, коли вищий командувач Середньосхідного командування генерал Окінлек перебрав на себе безпосереднє керівництво армією. Танкова армія «Африка» була врешті-решт зупинена у першій битві за Ель-Аламейн. Окінлек, який розраховував тимчасово призупинити активні дії та перегрупувати всю 8-му армію, яка зазнала великих втрат в оборонних боях, намагаючись стримати наступ Роммеля і потребувала підкріплень, піддався потужному тиску з боку прем'єр-міністра Великої Британії Вінстона Черчилля негайно відбити удар. Однак він виявився неспроможним здобути успіх в боях поблизу Ель-Аламейна і в серпні 1942 року генерала Окінлека замінили на посаду командувача військами на Середньому Сході генералом Гарольдом Александером та на 8-й армії лейтенант-генералом Вільямом Готтом. Проте, не встигнувши зайняти пост, 7 серпня 1942 року Вільям Готт загинув на борту транспортного літака «Бомбей», який був збитий німецькими винищувачами Me 109 з JG 27 при посадці на аеродромі в Каїрі. Головнокомандувачем Середньосхідного командування був призначений генерал Г.Александер. Таким чином на місце командувача армії був призначений лейтенант-генерал Бернард Монтгомері. Протистоячи тиску Черчилля, Александер та Монтгомері змогли зміцнити сили 8-ї армії, організувавши її посилення X корпусом, який приєднався до XIII і XXX корпусів армії.
Очоливши 8-му армію, Б.Монтгомері, не гаючи часу, розгорнув велику активність: віддав наказ сформувати з усіх бронетанкових частин та з'єднань X корпус, а усі піхотні з'єднання передати до XXX армійського корпусу. Одночасно, він звернувся до генерала Г.Александера з проханням про підкріплення, запросивши 51-шу та 44-ту піхотні дивізії, які щойно прибули до Єгипту та мали посилювати британські позиції навколо дельти Ніла. Монтгомері перемістив свій КП до руїн античного міста Бург-аль-Араб ближче до лінії зіткнення щоб мати можливість швидше командувати та координувати зусилля своїх військ у боях.
З 30 серпня по 5 вересня 1942 року на південь від Ель-Аламейн у районі Алам-ель-Халфі між військами 8-ї британської армії та Німецько-італійською танковою армією генерал-фельдмаршала Е. Роммеля відбулась перша битва, в якій Монтгомері переміг свого опонента.

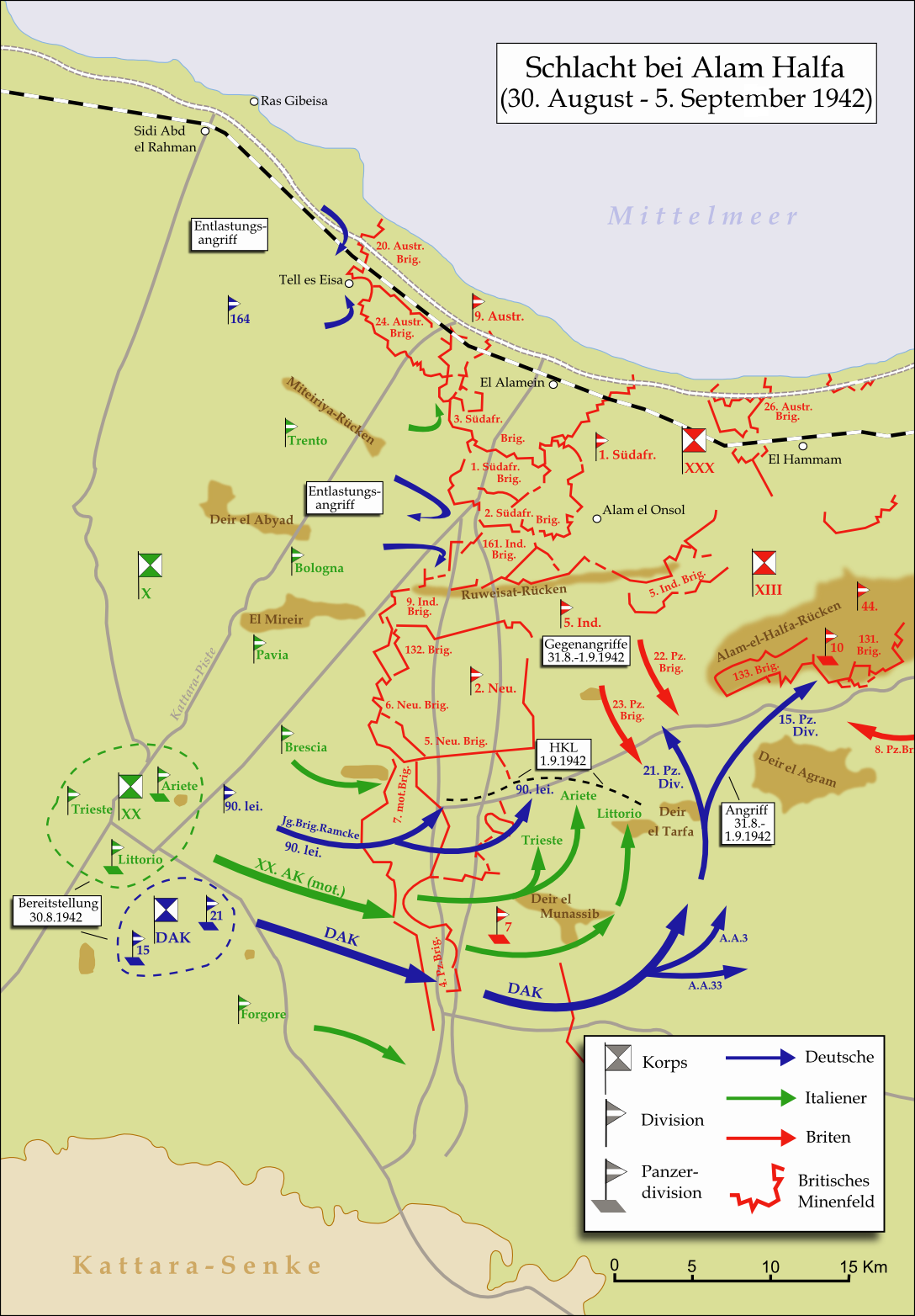
Карта битви при Алам-ель-Халфі. 1942

Зірвавши плани Е.Роммеля на подальший наступ на Єгипет, британські війська інтенсивно займалися бойовою підготовкою, роблячи наголос на дії в нічний час та тренуючись долати мінні поля. Одночасно у частини надійшли 252 нових американських танки «Шерман», 90 самохідних установок M7 «Пріест», зростала кількість артилерійських систем та автомобільної техніки. Наприкінці жовтня 8-ма армія нараховувала 231 000 осіб і Б. Монтгомері доповів, що готовий до рішучих наступальних дій.
23 жовтня 1942 року з масштабної артилерійської підготовки розпочалась друга битва за Ель-Аламейн і у ході протистояння, що тривало до 11 листопада, військам Роммеля вперше за усю Північно-Африканську кампанію у Другій світовій війні була завдана серйозна поразка. Перемога 8-ї армії під Ель-Аламейом стала однією з перших та найвирішальніших битв у військовій історії Великої Британії та країн Співдружності в роки Другої світової війни.
12 листопада британська армія відбила у німців Тобрук.

### Туніська кампанія
З листопада 1942 до березня 1943 року 8-ма армія наполегливо переслідувала ворога, завдаючи йому максимум уражень. У березні 1943 року армія Б. Монтгомері вийшла на лівійсько-туніський кордон, де німецько-італійські війська тримали міцну оборону, на побудованій ще за часів французів лінії Марета. 6 березня 1943 року 1-ша італійська армія генерала Джованні Мессе розпочала операцію «Капрі» — наймасштабніший танковий наступ в Африці. Масована атака італійсько-німецьких військ була вміло відбита силами 8-ї британської армії з великими втратами для них.
16 березня британські війська 8-ї та 1-ї армій перейшли в атаку на німецько-італійських позиції на лінії Марет. Операція «Пьюджіліст» попри певному успіху в прориві оборони противника не досягла визначеного завдання, але врешті-решт унаслідок затятих боїв війська Осі були змушені відступити зі своїх рубежів, з того часу бойові дії в Тунісі отримали характер боротьби на виснаження. 12 травня 1943 року англійські війська 8-ї армії з'єдналися з американськими на півночі Африки, які наступали із заходу. 13 травня 1943 року італо-німецька група армій «Африка» в Тунісі капітулювала.

### Італійська кампанія
З початком Італійської кампанії війська 8-ї армії залишалися на території Північної Африки, і не брали участі в операції «Хаскі», морській десантній операції з висадки союзників на Сицилію. У вересні 1943 року 8-ма армія висадилася на материкову Італію за планами операцій «Бейтаун» та «Слепстік» у контексті загального вторгнення союзних військ на Апеннінський півострів.
Після з'єднання лівого флангу з 5-ю армією США на чолі з генералом Марком Кларком, що висадився в Салерно на західному узбережжі Італії на південь від Неаполя, 8-ма армія продовжила вести бойові дії на східному фланзі союзників в Італії. Ці дві армії складали кістяк союзних військ, що брали участь в Італійській кампанії (пізніше була створена 15-та група армій під командуванням генерала сера Гарольда Александера).
На початку 1944 року після трьох невдалих спроб 5-ї американської армії прорвати німецькі оборонні позиції, відомі союзникам як Зимова лінія, у квітні 1944 року 8-ма армія була приховано переведена з узбережжя Адріатики, зосереджуючи всі сили, крім V корпусу, на західній частині Апеннінських гір разом із 5-ю армією США з метою проведення великого наступу. Ця четверта битва за Монте-Кассіно пройшла успішно, коли 8-ма армія прорвалася в центральну Італію, а на початку червня 5-та армія вступила до Риму.
Після захоплення союзниками Риму 8-ма армія продовжила наступ на північ через центральну Італію для захоплення Флоренції. Наприкінці літньої кампанії союзницькі сили вели затяті бої за прорив чергової німецької оборонної лінії в Італії — Готської. Британська 8-ма армія повернулася до узбережжя Адріатики і зуміла прорвати тут оборону Готської лінії, але в кінцевому підсумку союзні сили не змогли прорватися в долину По до настання зими, отже це змусило командування припинити серйозні наступальні операції. Протягом жовтня Ліз був переведений до командування у Південно-Східній Азії, а лейтенант-генерал сер Річард Л. МакКрірі, який раніше командував X корпусом, замінив його на посаді командувача 8-ї армії.
Весною 1945 року 8-ма британська та 5-та американська армія генерала Лучіана Траскотта розпочали стратегічну наступальну операцію в Північній Італії проти групи армій «C» генерал-полковника Г. фон Фітингофа, яка завершилася перемогою союзників та полоненням майже мільйону німецьких солдатів.

## Командування
Командувачі
- лейтенант-генерал сер Алан Каннінгем (9 вересня — 26 листопада 1941);
- лейтенант-генерал сер Ніл Річі (26 листопада 1941 — 25 червня 1942);
- генерал сер Клод Окінлек (25 червня — 13 серпня 1942);
- генерал сер Бернард Монтгомері (13 серпня 1942 — 29 грудня 1943);
- лейтенант-генерал сер Олівер Ліз (29 грудня 1943 — 1 жовтня 1944);
- лейтенант-генерал сер Річард Маккрірі (1 жовтня 1944 — липень 1945).

## Склад армій
- 8-ма британська армія — (генерал-лейтенант Олівер Ліз)
  - V британський корпус (генерал-лейтенант Чарльз Кейтлі)
    -  1-ша британська бронетанкова дивізія — (генерал-майор Річард Галл)
    - 4-та британська піхотна дивізія — (генерал-майор Альфред Дадлі Ворд)
    -  4-та Індійська піхотна дивізія — (генерал-майор Артур Голворті)
    -  46-та британська піхотна дивізія — (генерал-майор Джон Хоксворт)
    -  55-та Лондонська піхотна дивізія — (генерал-майор Джон Елдгам Вайтфілд)
    - 25-та британська танкова бригада

  -  I канадський корпус — (генерал-лейтенант Едсон Бернс)
    -  1-ша канадська піхотна дивізія — (генерал-майор Кристофер Воукз)
    - 2-га новозеландська дивізія — (генерал-лейтенант Бернард Фрейберг)
    -  5-та канадська бронетанкова дивізія — (генерал-майор Берт Гоффмайстер)
    - 3-тя грецька гірська бригада
    - 21-ша британська танкова бригада

  -  II польський армійський корпус — (генерал-лейтенант Владислав Андерс)
    -  3-тя польська Карпатська піхотна дивізія — (генерал-майор Броніслав Душ)
    -  5-та польська Кресова піхотна дивізія — (генерал-майор Нікодем Сулік)
    -  2-га польська бронетанкова бригада

  -  X британський корпус — (генерал-лейтенант Річард Маккрірі)
    -  10-та Індійська піхотна дивізія — (генерал-майор Деніс Рейд)
    - 9-та британська бронетанкова бригада